# Guy Lafleur-trófea
A Guy Lafleur-trófea egy díj a QMJHL-ben, melyet a rájátszás legértékesebb játékosának (MVP) ítélnek oda. A díjat a legendás Guy Lafleurről nevezték el.

## A díjazottak
| Szezon    | Játékos                       | Csapat                   |
| --------- | ----------------------------- | ------------------------ |
| 2013–2014 | Antoine Bibeau                | Val-d'Or Foreurs         |
| 2012–2013 | Jonathan Drouin               | Halifax Mooseheads       |
| 2011–2012 | Charlie Coyle                 | Saint John Sea Dogs      |
| 2010–2011 | Jonathan Huberdeau            | Saint John Sea Dogs      |
| 2009–2010 | Gabriel Bourque               | Moncton Wildcats         |
| 2008–2009 | Yannick Riendeau              | Drummondville Voltigeurs |
| 2007–2008 | Claude Giroux                 | Gatineau Olympiques      |
| 2006–2007 | Jonathan Bernier              | Lewiston MAINEiacs       |
| 2005–2006 | Mārtiņš Karsums               | Moncton Wildcats         |
| 2004–2005 | Sidney Crosby                 | Rimouski Océanic         |
| 2003–2004 | Maxime Talbot                 | Gatineau Olympiques      |
| 2002–2003 | Maxime Talbot                 | Hull Olympiques          |
| 2001–2002 | Danny Groulx                  | Victoriaville Tigres     |
| 2000–2001 | Simon Gamache                 | Val-d'Or Foreurs         |
| 1999–2000 | Brad Richards                 | Rimouski Océanic         |
| 1998–1999 | Mathieu Benoit                | Acadie-Bathurst Titan    |
| 1997–1998 | Jean-Pierre Dumont            | Val-d'Or Foreurs         |
| 1996–1997 | Christian Bronsard            | Hull Olympiques          |
| 1995–1996 | Jason Doig                    | Granby Prédateurs        |
| 1994–1995 | José Théodore                 | Hull Olympiques          |
| 1993–1994 | Éric Fichaud                  | Chicoutimi Saguenéens    |
| 1992–1993 | Emmanuel Fernandez            | Laval Titan              |
| 1991–1992 | Robert Guillet                | Verdun Collège Français  |
| 1990–1991 | Félix Potvin                  | Chicoutimi Saguenéens    |
| 1989–1990 | Denis Chalifoux               | Laval Titan              |
| 1988–1989 | Donald Audette                | Laval Titan              |
| 1987–1988 | Marc Saumier                  | Hull Olympiques          |
| 1986–1987 | Marc Saumier                  | Longueuil Chevaliers     |
| 1985–1986 | Sylvain Côté & Luc Robitaille | Hull Olympiques          |
| 1984–1985 | Claude Lemieux                | Verdun Junior Canadiens  |
| 1983–1984 | Mario Lemieux                 | Laval Voisins            |
| 1982–1983 | Pat LaFontaine                | Verdun Juniors           |
| 1981–1982 | Michel Morissette             | Sherbrooke Castors       |
| 1980–1981 | Alain Lemieux                 | Trois-Rivières Draveurs  |
| 1979–1980 | Dale Hawerchuk                | Cornwall Royals          |
| 1978–1979 | Jean-François Sauvé           | Trois-Rivières Draveurs  |
| 1977–1978 | Richard David                 | Trois-Rivières Draveurs  |